# Myke Towers
Vous pouvez aider à l'améliorer ou bien discuter des problèmes sur sa page de discussion.
- Il ne s’appuie pas, ou pas assez, sur des sources secondaires ou tertiaires. (Marqué depuis janvier 2020)

- Archive Wikiwix
- Bing
- Cairn
- DuckDuckGo
- E. Universalis
- Gallica
- Google
- G. Books
- G. News
- G. Scholar
- Persée
- Qwant
- (zh) Baidu
- (ru) Yandex
- (wd) trouver des œuvres sur Wikidata

Michael Torres, dit Myke Towers, né le 15 janvier 1994 à Río Piedras, est un rappeur, chanteur et compositeur portoricain.

## Biographie
Myke Towers est né le 15 janvier 1994 à Porto Rico. Dès son plus jeune âge, il montre de l'intérêt pour la musique. En 2013, il commence à publier ses premiers singles sur la plateforme numérique SoundCloud. 
En 2016, il publie son premier mixtape : El Final del Principio. L'album est produit par le label G Starr Entertainment.
En 2019, il sort le single Si Se Da.
Le 24 janvier 2020, il publie son album studio intitulé Easy Money Baby, en l'honneur de son fils.

## Discographie

### Albums studio
- 2020 : Easy Money Baby
- 2021 : Lyke Myke
- 2023 : La Vida Es Una
- 2023 : LVEU: Vive La Tuya...No La Mia
- 2024 : La Pantera Negra

### Singles et collaborations
- 2016 : Amor Juvenil
- 2019 : Si Se Da (avec Farruko)
- 2019 : Traicionera
- 2019 : Estamos Arriba (avec Bad Bunny)
- 2019 : Inocente
- 2019 : Una Vida Para Recordar (avec Piso 21)
- 2019 : Dollar (avec Becky G)
- 2019 : Piensan
- 2020 : La Calle (avec Alex Sensation, Arcángel, Jhay Cortez, De La Ghetto, Darell)
- 2020 : Dimelo Flow (avec Pirueta, Wisin y Yandel, Arcángel, Chencho Corleone)
- 2020 : Carita de Inocente (Remix) (ft. Prince Royce)
- 2020 : Mayor (avec Yandel)
- 2020 : Michael X
- 2020 : Mi Estilo De Vida II (avec Ñejo, Arcangel, Rauw Alejandro, Miky Woodz, Ñengo Flow, Kenai)
- 2020 : Caramelo Remix (avec Ozuna, Karol G)
- 2020 : Llegará
- 2020 : La Luz (avec Thalia)
- 2020 : Luna (avec Gigolo. La Exce)
- 2020 : Enemigos Ocultos (avec Wisin, Ozuna, Arcangel, Cosculluela, Juanka)
- 2020 : La Jeepeta Remix (avec Nio Garcia, Brray, Juanka, Anuel AA)
- 2020 : Jalapeño Remix (avec Amenazzy, Wiz Khalifa)
- 2020 : Me Gusta (avec Anitta, Cardi B)
- 2020 : Mi Niña (avec Wisin, Los Legendarios)
- 2020 : La Nota (avec Manuel Turizo, Rauw Alejandro)
- 2020 : Satisfacción (avec Arcángel)
- 2020 : La Toxica (Remix) (Avec. Farruko, Sech, Jay Wheeler y Tempo)
- 2020 : Madrid (avec Maluma)
- 2020 : Diosa Remix (avec Natti Natasha, Anuel AA)
- 2020 : Polvo (avec Nicky Jam)
- 2020 : Tokyo (avec De La Ghetto)
- 2020 : No Me Llama (avec Zion y Lennox)
- 2020 : Bandido (avec Juhn TV)
- 2020 : Extasy
- 2020 : Singapur (Remix) (avec El Alfa "El Jefe", Farruko, Myke Towers, Justin Quiles, Chencho Corleone)
- 2020 : La Curiosidad RMX "Blue" (avec Jay Wheeler , Jhayco, Rauw Alejandro, Lunay, Kendo)
- 2020 : La Curiosidad RMX "Red" (avec Arcángel, Becky G, Jay Wheeler, De La Ghetto, Zion y Lennox, Brray)
- 2020 : Explicito
- 2021 : Cuando Bebe (avec Jay Menez, De La Ghetto, Lyanno)
- 2021 : Los Bo (avec Jhay Cortez)
- 2021 : Fantasia Sexual (avec Rauw Alejandro, Luna, Brytiago, Revol)
- 2021 : Ella No Es Tuya (avec. Rochy RD, Nicki Nicole)
- 2021 : Mi Niña (Remix) (avec Wisin Ft. Anitta, Maluma)
- 2021 : Quedate Sola (avec Jon Z, Eladio Carrion)
- 2021 : Intro Los Legendarios (avec Wisin & Yandel, Don Omar, Ñengo Flow, Tempo, Tito El Bambino, Zion)
- 2021 : Oh Mama (avec Farruko)
- 2021 : Las Leyendas Nunca Mueren (avec Ovi, Ñengo Flow, Aleman)
- 2021 : Mi Niña Remix (avec Maluma, Wisin, Anitta)
- 2021 : Dámelo To’ (avec Selena Gomez)
- 2021 : Travesuras Remix (avec Nio García, Casper Magico, Ozuna, Wisin & Yandel)
- 2021 : Cuenta
- 2021 : Burberry (avec Ñengo Flow)
- 2021 : Mírenme Ahora.
- 2021 : El Tren (avec Micro TDH)
- 2021 : Bésame (avec Luis Fonsi)
- 2021 : Fiel Remix (avec Wisin, Jhay Cortez, Anuel AA)
- 2021 : Súbele el Volumen (avec. Daddy Yankee, Jhayco).
- 2021 : Almas Gemelas.
- 2022 : Pasatiempo (avec. Daddy Yankee).
- 2022 : Bebiendo Sola (avec. Camilo).
- 2022 : Ulala (Ooh La La) (avec. Daddy Yankee).
- 2022 : Playa Del Inglés (avec. Quevedo).
- 2023 : Whiskey y Coco (avec. Justin Quiles).
- 2023 : T'as peur (avec Aya Nakamura, sur l'album DNK)
- 2023 : Gasolina (Safari Riot Remix) (avec. Daddy Yankee).
- 2023 : Lala.
- 2023 : Bajo El Sol.
- 2024 : La Capi
- 2024 : Otra Noche (avec. Darell).